# 日本板硝子
日本板硝子株式会社（日语：／ Nihon'itagarasu，東證1部：5202、原大證1部：5202），在1918年11月22日創立，前身為「日美板玻璃股份有限公司」（日語：日米板ガラス株式会社），1931年開始成為住友集團旗下玻璃陶瓷業。現時主要使用「NSG集團」（Nippon Sheet Glass的簡稱）的名義，拓展海外市場。2006年收購英國皮爾金頓集團股份有限公司。這使得 NSG/Pilkington 與另一家日本公司艾杰旭(AGC Inc.)、圣戈班(Saint-Gobain) 、和 Guardian Industries 並列為世界四大玻璃公司之一。
該公司在東京證券交易所上市，是日經225股價指數的成分股。
現時除了生產及銷售各類行業浮法玻璃外，還經營太陽能電池的生產等。現時總部位於大阪市中央区北浜4丁目5番33号（住友大樓主要場地4樓），以及東京都港區三田3丁目5番27号（住友不動産三田大樓西館）。現任執行董事兼社長、CEO為森重樹。

## 歷史
1918年11月，公司從美國Libbey Owens Ford Glass Co.獲得了使用Colburn工藝生產平板玻璃的技術，成立於1918年11月，前身為美日平板玻璃株式會社，總部設在大阪。 1931年1月，公司更名為日本板硝子株式會社。它在第二次世界大戰後擴大了在日本的業務，並於1970年10月收購了日本安全玻璃有限公司。1999 年4月，該公司與日本玻璃纖維有限公司和 Micro Optics 有限公司合併。2001年4月，公司收購了Nippon Muki Co., Ltd.，並於2004年7月將註冊總部從大阪遷至東京都港區。

### 皮爾金頓
而在2006年，日本板硝子以18億英鎊收購當時在英國倫敦證券交易所上市的皮爾金頓集團股份有限公司（Pilkington Group Limited），每股收購價為165便士，經股東大會通過後，皮爾金頓集團股份正式為控股公司。

## 連結
- 日本板硝子 公式サイト （页面存档备份，存于） （日語）
- NSG （日本板硝子） （页面存档备份，存于） （英文）